# ملال (فیلم)
ملال (فرانسوی: L'Ennui‎) فیلم درام اروتیک به کارگردانی سیدریک کان محصول سال ۱۹۹۸ سینمای فرانسه است. از بازیگران آن می‌توان به شارل برلینگ، سوفی گیلمان، آریل دومبال و رابرت کریمر اشاره کرد. فیلم بر اساس رمان لا نویا (La Noia) اثر آلبرتو موراویا ساخته و موفق به دریافت جایزه لوئی دلوک شد.